# Capo Palmas
Capo Palmas è l'estrema punta meridionale dell'Africa Occidentale ed è considerato dall'Organizzazione idrografica internazionale la punta che separa il Golfo di Guinea dal resto dell'Oceano Atlantico. La punta è segnalata da un faro. Capo Palmas si trova nello Stato africano della Liberia, 21 km a ovest della frontiera con la Costa d'Avorio.
Dal punto di vista amministrativo fa parte della città di Harper nella contea di Maryland. La città di Harper, fondata nel 1835 dalla Maryland State Colonization Society si estende a nordest di Capo Palmas lungo l'estuario del fiume Hoffman con un piccolo porto sulla riva destra del fiume. Il nome Capo Palmas indica generalmente l'intero circondario della Contea di Maryland ed è frequentemente usato come sinonimo del capoluogo di contea Harper.
La diocesi cattolica che ha come sede vescovile la città di Harper prende il nome di Capo Palmas, suffraganea dell'arcidiocesi di Monrovia.